# Opus Angelorum

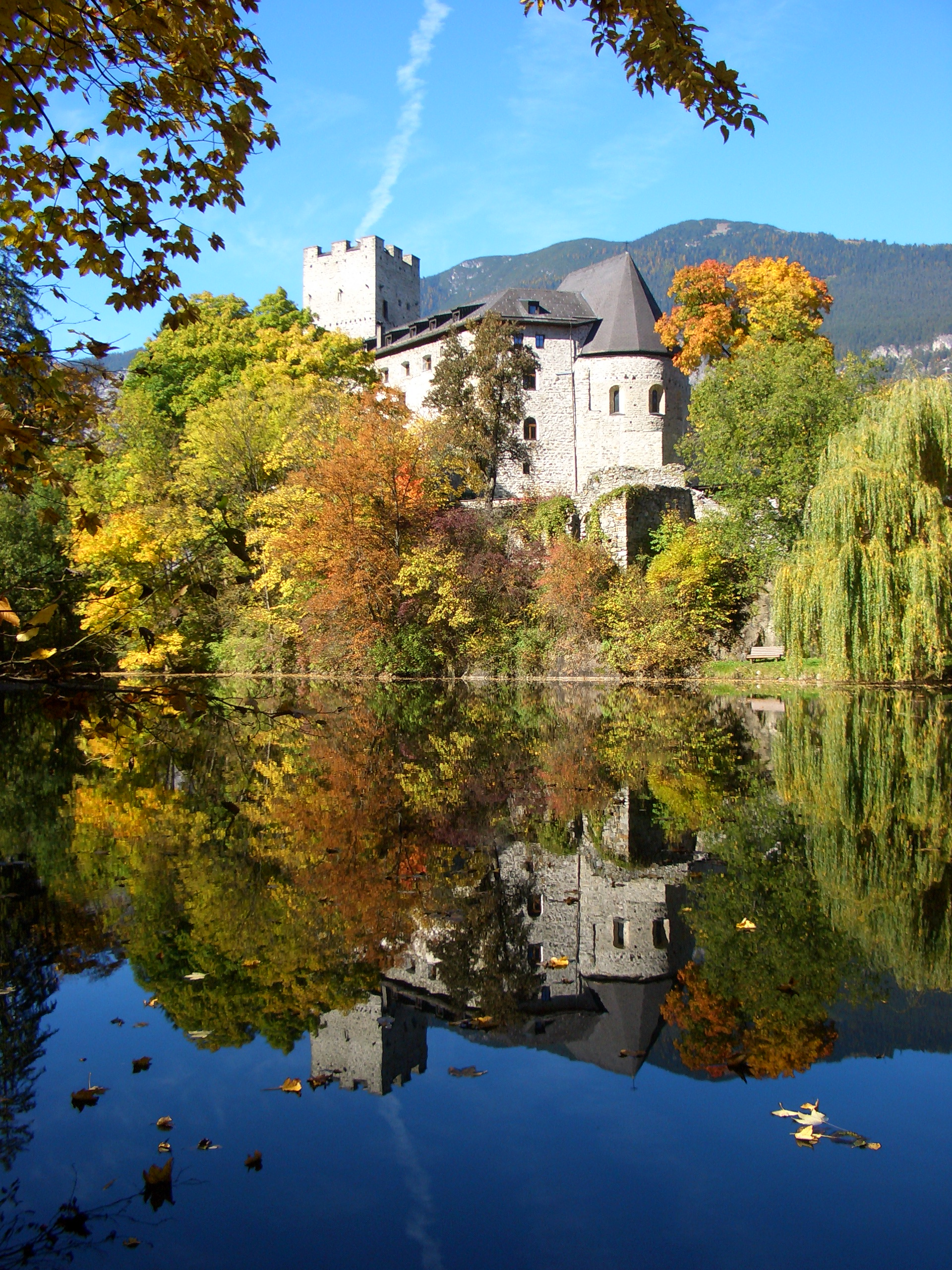
Em 1965 o castelo Petersburg em Silz (Tirol) foi adquirido pelo Opus Angelorum e posteriormente convertido em casa religiosa pela Ordem dos Cônegos Regulares da Santa Cruz, que foi restabelecida em 1979 e supervisiona o movimento em nome da Santa Sé.

Opus Angelorum (em alemão Engelwerk) ou Opus Sanctorum Angelorum, mais conhecida em Portugal e no Brasil como Obra dos Santos Anjos, é um movimento de católicos que nasceu em Innsbruck, Áustria, no ano 1949 através da Sra. Gabriele Bitterlich.
Promove a devoção aos anjos, a oração pelos sacerdotes, a vida contemplativa, a adoração ao Santíssimo Sacramento, a meditação da Paixão do Senhor (inclui o exercício semanal de espiritualidade conhecido na Obra como Passio Domini), além da evangelização cristã e do sacrifício expiatório pelos pecadores, tendo em vista a salvação das almas.
Está ativa principalmente em Portugal, no Brasil, nas Filipinas, na Índia, na Áustria, onde nasceu, e também nos EUA e na Alemanha.
Tal como em Portugal, no Brasil a Obra promove regularmente diversos retiros e encontros de formação e espiritualidade para jovens e adultos. No Brasil, estes encontros fazem-se principalmente na Casa Nazaré, anexa ao Mosteiro Belém em Guaratinguetá/SP, e no Mosteiro da Santa Cruz, em Anápolis/GO. Em Roma, a Ordem dos Cónegos Regulares da Santa Cruz dirige a Casa Santa Maria degli Angeli, uma hospedaria para os fiéis católicos que vão em peregrinação à cidade eterna.
Também situado em Anápolis/GO, o Institutum Sapientiae, vinculado à Ordem dos Cónegos Regulares da Santa Cruz, é uma instituição de ensino superior que oferece cursos de Filosofia e Teologia com reconhecimento eclesiástico e segundo as normas canónicas. Além disso, publica anualmente a revista Sapientia Crucis.
Esta Ordem dos Cónegos Regulares da Santa Cruz (ORC), da qual faz parte o bispo Dom Athanasius Schneider, é a ordem religiosa responsável por dirigir os membros do movimento. O ramo feminino de vida consagrada no movimento é constituído pela congregação religiosa das Irmãs da Santa Cruz, que são religiosas de vida contemplativa e apostólica, e também pela associação pública de fiéis das Auxiliares Missionárias da Santa Cruz, que são leigas consagradas de vida comunitária ou individual.
No ano 1990 Marianne Poppenwimmer fundou em Munique da Alemanha a Iniciativa de Famílias Prejudicadas pelo Opus Angelorum (em alemão "Initiative engelwerkgeschädigter Familien"), que criticou publicamente a Obra como fação sectarista na Igreja Católica. Esta iniciativa foi objeto de um artigo do semanário alemão Der Spiegel, que explicou que é preciso distinguir entre a Obra aprovada pela Igreja Católica em 2008 e outro grupo que não aceitou as normas da Igreja. Poppenwimmer continua em 2022 a publicar um blog sobre o assunto.
No mesmo ano de 1990 o jornalista Heinz Gstrein reportou que no estado Querala da Índia alguns membros do movimento "exorcizaram" um homem usando nomes de demónios indicados nos escritos da Sra. Bitterlich (prática proibida já em 1982 pela Santa Sé, que estava a estudar os ensinamentos e as atividades do movimento desde 1978). O homem depois matou um jovem com quem queria ter relações sexuais.
Em 1992 a Santa Sé publicou normas mais rigorosas em que proibiu fazer "exorcismos" dessa maneira e renovou a proibição de usar esses nomes. Ao mesmo tempo, pôs o movimento sob a vigilância de um delegado especial. O movimento aceitou as normas da Santa Sé, abandonando certas doutrinas e suas consequências práticas, e assim foi aceite como um movimento eclesial chamado a colaborar, mediante o seu próprio carisma, na missão evangelizadora e salvífica da Igreja
Com a carta de 2 de outubro de 2010 a Congregação para a Doutrina da Fé declarou que o Opus Angelorum está em plena comunhão com as orientações do Magistério da Igreja Católica: "Tal como hoje se apresenta, o Opus Angelorum é, portanto, uma associação pública da Igreja em conformidade com a doutrina tradicional e as diretivas da Suprema Autoridade; difunde entre os fiéis a devoção aos Santos Anjos, exorta à oração pelos sacerdotes, promove o amor a Jesus Cristo na Sua paixão e a união à mesma. Não existe, portanto, nenhum obstáculo de ordem doutrinal ou disciplinar para que os Ordinários locais acolham nas suas dioceses esse movimento e favoreçam o seu crescimento." 
De acordo com algumas fontes, o Padre Frederico Cunha, brasileiro, que em 1993 foi condenado na Madeira (Portugal) por homicídio e abuso sexual de crianças e adolescentes, foi membro dos Cónegos Regulares da Santa Cruz, a ordem religiosa que dirige a Obra dos Anjos, mas de acordo com declarações do próprio padre e da diocese do Funchal, é sacerdote daquela diocese.